# Colorado Time Systems
Colorado Time Systems (CTS) es una empresa estadounidense con sede en Loveland, Colorado que diseña, fabrica, vende y da servicio a sistemas de cronometraje acuático, marcadores, pantallas de video LED y productos relacionados.

## Historia
Colorado Time Systems nació en la división Test & Measurement de Hewlett-Packard (HP). HP quería explorar oportunidades en la industria del cronometraje deportivo y eligió los deportes acuáticos porque requería una medición tan precisa. En 1972, un grupo de ingenieros de HP se separó de HP y fundó CTS. A partir de esos inicios acuáticos tan específicos, nació una extensa y multifacética empresa de cronometraje y visualización de deportes. A lo largo de los años, CTS ha mantenido un firme compromiso de proporcionar productos de puntaje y exhibición de vanguardia para todos los lugares. En julio de 2011, PlayCore adquirió Colorado Time Systems; con sede en Chattanooga, TN. Colorado Time Systems es parte de la división Everactive Brands.

## Socios de Patrocinio
Colorado Time Systems es el socio oficial de cronometraje, puntuación y visualización de: Waterpolo de USA, Natación sincronizada de USA, Federación Mexicana de Natación, Campeonato Mundial Juvenil de Natación FINA, Asociación Estadounidense de Entrenadores de Natación y Asociación de Natación de China.

## Menciones Importantes

### Modern Marvels - History Channel
El 23 de diciembre de 2008, la serie de History Channel, Modern Marvels, emitió un episodio titulado "Measure It!". Este episodio discutió varios métodos modernos de medición precisa, incluida la medición del tiempo, después de los Juegos Olímpicos de Beijing. El segmento, con Colorado Time Systems, habló sobre la construcción de sistemas de cronometraje modernos y la historia de los paneles táctiles de natación.

## Galería
- Galería

## Otras Lecturas en Wikipédia
- Sistema de cronometraje acuático
- Touchpads de Natación